# Palle Lykke

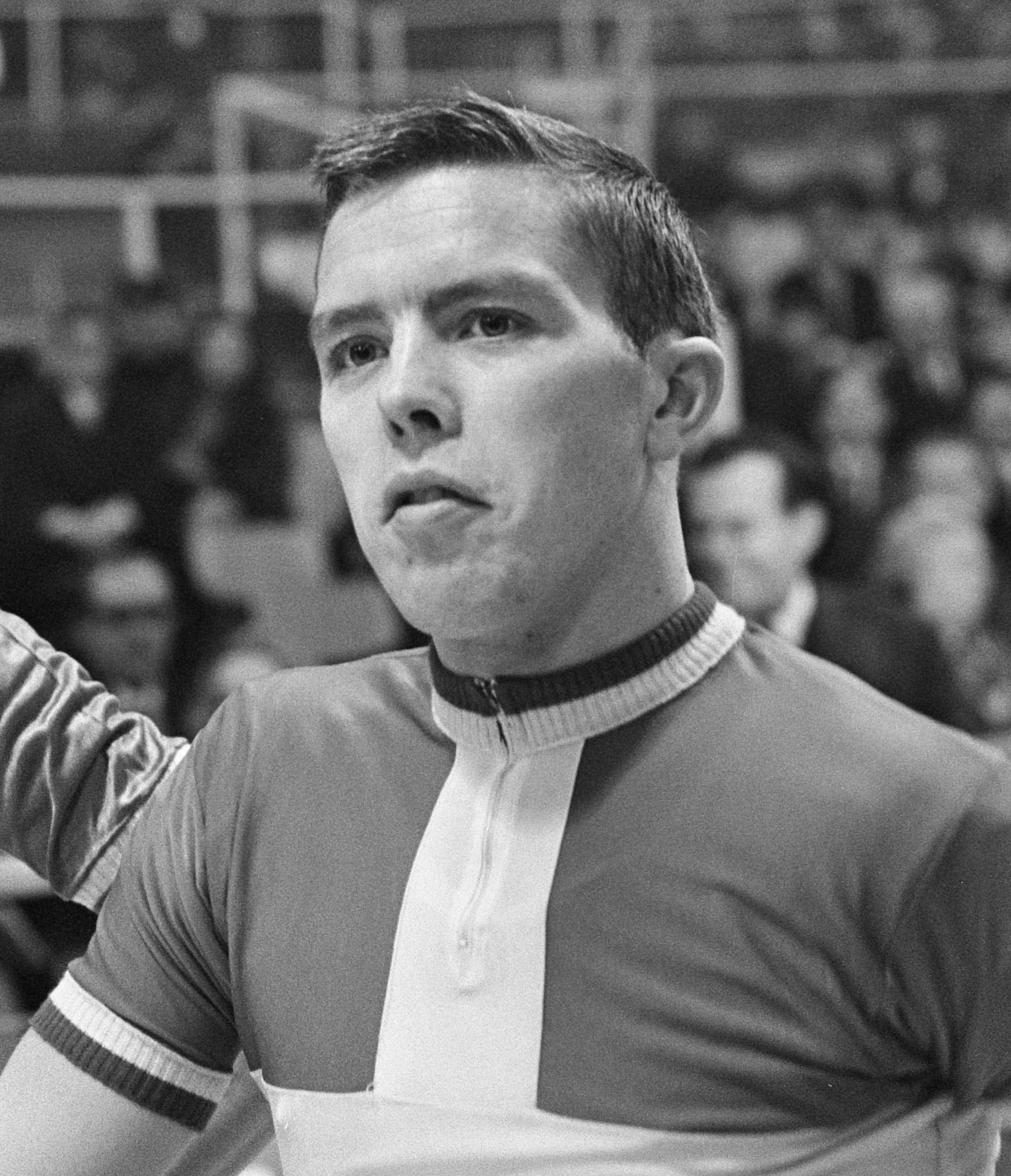
Palle Lykke (1966)

Palle Lykke Jensen (* 4. November 1936 in Ringe; † 19. April 2013 in Antwerpen, Belgien) war ein dänischer Radsportler, der seine größten Erfolge bei Sechstagerennen feierte.
Palle Lykke war einer der erfolgreichsten Sechstagefahrer von Ende der 50er bis Ende der 60er Jahre. Von 1957 bis 1969 startete er bei 121 Sechstagerennen, von denen er 21 gewinnen konnte und damit der bisher erfolgreichste Däne bei Sechstagerennen wurde. Die ersten Siege gelangen ihm 1958 in Aarhus und Dortmund an der Seite seines Stammpartners Kay Werner Nielsen, mit dem er insgesamt 8 Six-Days gewann. Weitere Partner waren Freddy Eugen sowie sein Schwiegervater Rik Van Steenbergen, mit dessen Tochter Fanny er verheiratet war. 1962 wurde er gemeinsam mit Van Steenbergen Europameister im Zweier-Mannschaftsfahren.  Viermal wurde er Dänischer Profi-Meister im Sprint: 1958, 1959, 1960 und 1961. 1962 gewann er das Europa-Kriterium im Omnium, das ein Vorläufer der späteren Europa-Meisterschaften war.
Lykke fuhr auch Straßenrennen, wenn auch mit weniger Erfolg. Als Amateur war er Teilnehmer der UCI-Straßen-Weltmeisterschaften 1956 in Kopenhagen (7. Platz) und startete im selben Jahr bei den Olympischen Spielen in Melbourne im olympischen Straßenrennen, kam jedoch nicht im Ziel an. Als Profi gewann er 1965 die Kampioenschap van Vlaanderen und drei Kriterien in Belgien. 1966 belegte er den dritten Platz beim Rennen Gent–Wevelgem.
1969 beendete er seine Karriere im Alter von 32 Jahren, nachdem er 1968 ein letztes Mal Sechstage-Sieger in Berlin (mit Freddy Eugen)
geworden war.

## Trivia
Mitte der 1960er Jahre gab es in Dänemark keinen Verband für Berufsradfahrer, der entsprechende Lizenzen vergeben konnte. Lykke musste seine Lizenz direkt bei der Union Cycliste International (UCI) als sogenannter Staatenloser, der er natürlich nicht war, beantragen.